# Clube Atlético Pernambucano
O Clube Atlético Pernambucano (conhecido popularmente como Atlético Pernambucano ou Atlético-PE e e cujo acrônimo é CAPE), é um clube desportivo brasileiro da cidade de Limoeiro, no estado de Pernambuco. Sua sede administrativa e Centro de Treinamento ficam localizados na Rodovia PE 90/KM 17, no distrito de Gameleira. Foi fundado em 8 de março de 2006, como "Clube Atlético de Vicência", no município de Vicência, e suas cores, presentes no escudo e uniformes, são o laranja, o branco, e a cor azul. Tem como modalidade esportiva principal o futebol.
Em 2008, o clube muda-se para o município de Carpina, mudando o seu nome para "Clube Atlético Pernambucano". O clube passou a mandar seus jogos no Estádio Municipal Paulo Pessoa Cavalcanti Petribú.
Ainda em 2008, o clube conseguiu chegar na decisão da Copa Pernambuco, perdendo o título para o Santa Cruz. Participou do campeonato pernambucano da Série A2 (onde finalizou a competição em 5º lugar). Em 2014, conseguiu o acesso para o Campeonato Pernambucano da 1ª divisão, quando ficou com o vice-campeonato da competição. Na final, o clube perdeu para o Vera Cruz de Vitória de Stº Antão. Em 2017 viveu emoções distintas, se por uma lado estreou no Campeonato Brasileiro da Série D (terminando na 47ª posição), por outro, acabou fazendo uma péssima campanha na primeira divisão estadual, ficando em 11º e penúltimo colocado, sendo rebaixado para a série A2, em 2018. 

## História
A História do Clube Atlético Pernambucano começa no dia 8 de março de 2006, quando o clube foi fundado como Clube Atlético de Vicência. Chegou a disputar nos anos de 2006 e 2007 a segunda divisão pernambucana, onde alcançou a 3ª fase e as Quartas de Finais respectivamente.
No ano de 2008 o clube mudou-se para a cidade de Carpina e alterou o seu nome para Clube Atlético Pernambucano, promoveu algumas mudanças em seu escudo, e passaria a usar as cores azul claro e laranja, com isso já no ano de 2008, em sua nova casa, participou do campeonato pernambucano da Série A2 (onde finalizou a competição em 5º lugar) e da Copa Pernambuco onde foi vice-campeão depois de empatar em 0x0 em casa e perder por 4×0 para o Santa Cruz no Estádio do Arruda. Em 2009, mais uma vez participou da Série A2, dessa vez mandando seus jogos no Estádio Municipal da cidade de Água Preta, finalizando a competição em 6º lugar, também participou da Copa Pernambuco onde encerrou a competição num modesto 14º lugar. No ano de 2010 o clube pediu licença junto a FPF-PE e não participou de nenhuma competição oficial, retornando as atividades assim no ano de 2011 quando clube fechou parceria com a prefeitura de Camaragibe e passaria a atuar naquela cidade, no  Estádio Prof. Luiz Alexandrino, e assim o clube jogou a Série A2 onde finalizou a competição em 6ª lugar e na Copa Pernambuco fechou a competição no 4º Lugar.
Em 2012 ainda mandando seus jogos na cidade de Camaragibe, o clube mais uma vez jogou a Série A2 onde em uma campanha desastrosa encerrou a competição em 15º lugar (lanterna). No ano de 2013 o clube muda mais uma vez seu escudo desta vez apenas invertendo as cores e passaria a atuar com as cores Laranja e Azul Escuro, porém o clube retornaria as competições apenas em 2014, quando voltou para o Campeonato Pernambucano da Série A2, e finalmente alcançou o tão sonhado objetivo ao conseguir o acesso para o Campeonato Pernambucano da 1ª divisão quando ficou com o vice-campeonato da competição, na final o clube perdeu para o Vera Cruz de Vitória de Santo Antão pelo placar de 2×1. Porém, por falta de estrutura mínima no Estádio Prof. Luiz Alexandrino, o Tatu-Bola precisou retornar para a cidade de Carpina, onde fez sua estreia no Campeonato Pernambucano da Série A1 em 2015. O clube mais uma vez alcançou o objetivo que era de não cair de volta para Série A2 e encerrou a competição no 9ª lugar. No ano de 2016 o clube conseguiu alcançar o 7º lugar na competição e fez história ao garantir uma das vagas de Pernambuco para o Campeonato Brasileiro da Série D no ano de 2017, após herdar a vaga do Serra Talhada, que desistiu de disputar a competição e sua vaga foi repassada ao Atlético Pernambucano, que foi o 7º colocado do Estadual 2016.. O ano de 2017 o clube fez uma péssima campanha no campeonato pernambucano da série A1 e acabou a competição na lanterna da competição e acabou sendo rebaixado para a série A2. E no Campeonato Brasileiro da Série D do mesmo ano o clube caiu no grupo A8 junto de Fluminense de Feira da Bahia, Campinense da Paraíba e Itabaiana de Sergipe e mesmo com uma campanha regular, o clube ficou apenas com o 3º lugar em seu grupo e foi eliminado na 1ª fase da competição.
Logo depois o clube licenciou-se e retornou no ano ano de 2019 com o retorno da Copa Pernambuco, mandando seus jogos no Estádio Gonzagão, em Feira Nova, onde mais uma vez o clube foi eliminado na 1ª fase. O clube estava entre os 17 times divulgados inicialmente, para a disputa da Série A2 do Pernambucano em 2019. Com tudo, nove foram considerados inabilitados para a competição. Além do Atlético, as outras equipes de fora foram: Serrano-PE, Sete de Setembro, Cabense, Barreiros, Ferroviário do Cabo, Pesqueira, Ypiranga-PE e Timbaúba. Os clubes foram considerados inabilitados por problemas com laudos nos estádios e então o clube vive na expectativa de retornar a Série A2 no ano de 2020, que novamente não pode disputar a competição. No ano de 2021 o Tatu retornou as competições profissionais, realizando uma campanha mediana na Série A2. Em 2022 por conta de problemas estruturais no Estádio Paulo Petribú, em Campina, o Atlético mandou seu jogos no Estádio Barbosão, na cidade de Chã Grande. A partir de 2023 o clube passou a mandar seus jogos no Estádio José Vareda, em Limoeiro.
Vale destacar o bom trabalho nas categorias de base que o clube sempre fez, que inclusive já rendeu em uma excursão para Portugal entre 2007 e 2008 e também uma participação na Copa São Paulo de Futebol Júnior no ano de 2010, sem contar que durante muitos anos o time disputou o Campeonato pernambucano Sub-20, Su-17 e Sub-15.

## Clube

### Bens e acomodações

#### Sedes
Em 2008, mudou de cidade e alterou o nome para Clube Atlético Pernambucano. A sua Sede atualmente fica localizado na Rodovia PE-90, Km 17, no Distrito de Gameleira, em Limoeiro.

#### Estádio
Anteriormente quando estava sediado no município de Vicência, o clube mandava seus jogos no estádio José Joaquim Albertins, com capacidade para 5.500 pessoas (2006 e 2007). Posteriormente, o Atlético Pernambucano mandou os seus jogos no Estádio Municipal Paulo Pessoa Cavalcanti Petribú, com capacidade para 3.500 pessoas, no município de Carpina, (2008, 2015, 2016, 2017 e 2021). Estádio Municipal Professor Luiz Alexandrino, com capacidade para 2.000 pessoas, em Camaragibe, (2011 à 2014). Também mandou seus jogos em Água Preta (2009), Feira Nova (2019), Chã Grande (2022) e atualmente manda seus jogos no Estádio José Vareda, com capacidade para 3.500, na cidade de Limoeiro, desde 2023.

## Símbolos

### Escudo
Desde os primeiros jogos disputados como Atlético de Vicência, o escudo era estilizado com um tom de azul-celeste em um circulo externo e com o nome "Clube Atlético de Vicência" em um tom branco, com dois pés de milho em cada lado. No circulo interno com tom branco, há um relevo de um vilarejo com uma bola de futebol. Já no escudo atual, houve poucas mudanças. Foi adotada a cor laranja e no lugar dos pés de milho, foi substituídos por dois caules de Cana-de-açúcar. No lugar do nome "Atlético de Vicência", foi atribuído o nome "Atlético Pernambucano".

### Mascote

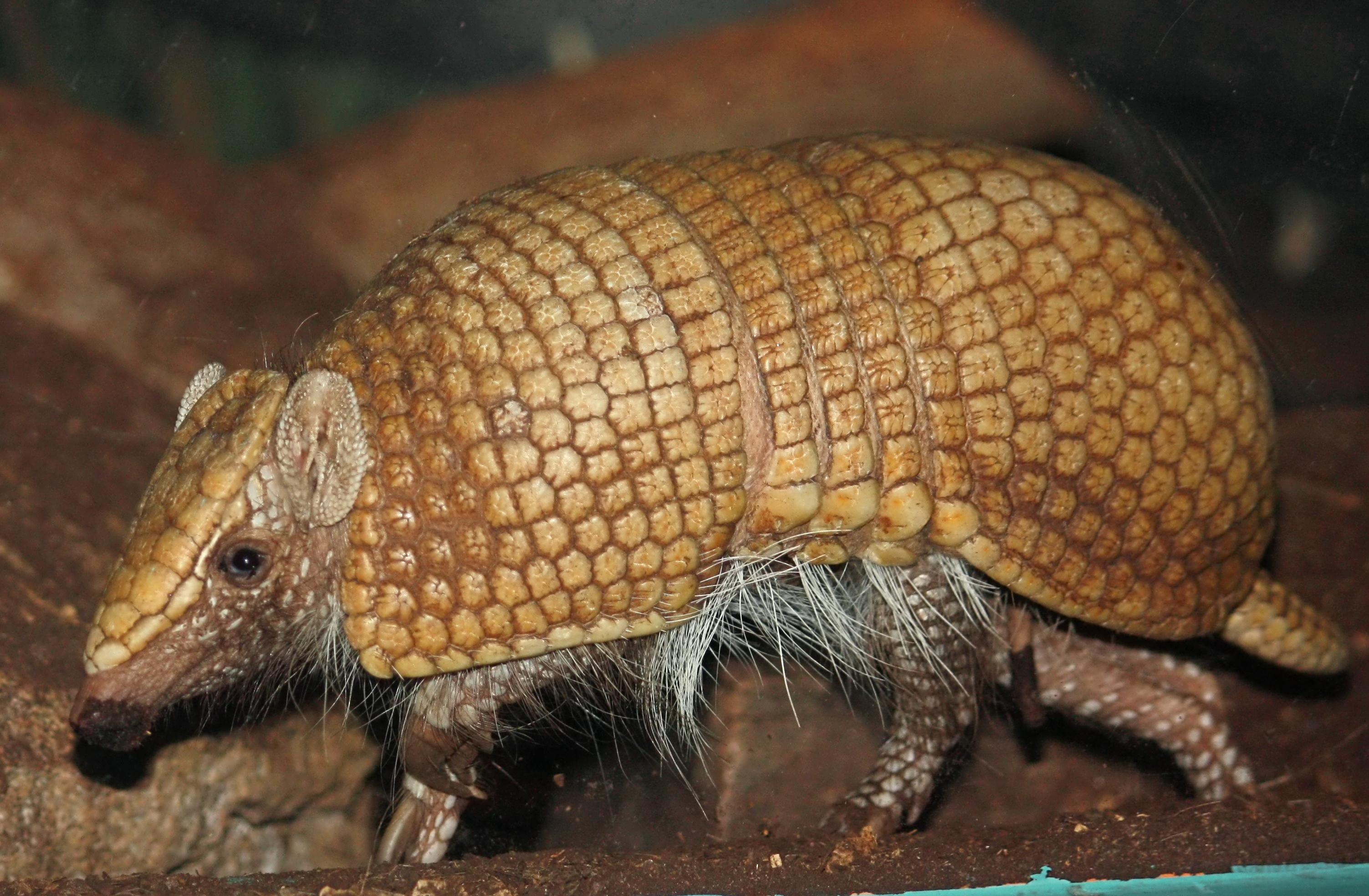
Tatu-Bola - mascote adotado nos anos 2006

Oficialmente, o mascote do Atlético Pernambucano é o Tatu-Bola ou Tatu-bola-da-caatinga. Animal comumente pertencente a duas espécies catalogadas do gênero Tolypeutes. Seu habitat são as "savanas brasileiras", principalmente a caatinga, nas regiões centro-oeste e nordeste brasileiras, estendendo-se até a parte mais oriental do cerrado. Sua área de ocorrência é restrita à quase totalidade dos estados de Pernambuco, Paraíba e Alagoas, sul e centro-sul do Ceará, noroeste da Bahia e sudeste do Piauí.
A espécie tatu-bola-da-caatinga, foi anunciado em 16 de setembro de 2012 como mascote da copa do mundo de 2014 com o nome de Fuleco - futebol mais ecologia. A Associação Caatinga, organização não-governamental que atua na conservação do bioma, lançou em 2012 a campanha nacional "Tatu-bola para mascote da Copa do Mundo de 2014". Atualmente desenvolve em parceria com a The Nature Conservancy e o grupo de especialistas de Xenarthros da IUCN um projeto de conservação do tatu-bola que pretende reduzir o risco de extinção da espécie.

## Estatísticas

### Campanhas de destaque
| Clube Atlético Pernambucano     | Clube Atlético Pernambucano | Clube Atlético Pernambucano | Clube Atlético Pernambucano | Clube Atlético Pernambucano |
| Torneio                         | Campeão                     | Vice-campeão                | Terceiro colocado           | Quarto colocado             |
| ------------------------------- | --------------------------- | --------------------------- | --------------------------- | --------------------------- |
| Campeonato Brasileiro – Série D | 0 (não possui)              | 0 (não possui)              | 0 (não possui)              | 0 (não possui)              |
| Campeonato Pernambucano         | 0 (não possui)              | 0 (não possui)              | 0 (não possui)              | 0 (não possui)              |
| Pernambucano - Série A2         | 0 (não possui)              | 1 (2014)                    | 0 (não possui)              | 0 (não possui)              |
| Copa Pernambuco                 | 0 (não possui)              | 1 (2008)                    | 0 (não possui)              | 0 (não possui)              |

### Participações
|  | Participações em 2024 |

| Competição | Competição              | Temporadas | Melhor campanha     | Estreia | Última | P | R |
| Pernambuco | Campeonato Pernambucano | 3          | 7º colocado (2016)  | 2015    | 2017   |   | 1 |
| Pernambuco | Série A2                | 8          | Vice-campeão (2014) | 2006    | 2024   | 1 | 1 |
| Pernambuco | Copa Pernambuco         | 2          | Vice-campeão (2008) | 2008    | 2009   |   |   |
| Brasil     | Série D                 | 1          | 47º colocado (2017) | 2017    | 2017   | – |   |

## Partidas históricas
A seguir algumas das partidas mais importantes da história do futebol do Atlético-PE.
Vera Cruz 2 a 1 Atlético Pernambucano (7 de dezembro de 2014)
Esta foi a primeira partida do Atlético Pernambucano na elite do futebol pernambucano. O Atlético-PE jogou apenas 24 partidas no ano de 2015. O jogador Belisco, foi o primeiro jogador do Atlético-PE, a marcar o primeiro gol da equipe na primeira divisão do futebol de Pernambuco. A equipe terminaria nesse ano (2015), na nona colocação e com o segundo melhor ataque. Foram 34 gols em 24 jogos.
Atlético Pernambucano 1 a 2 Vera Cruz (12 de outubro de 2014)
Partida histórica que deu o primeiro acesso do Atlético-PE, na primeira divisão estadual do futebol de Pernambuco. dando o primeiro vice-campeonato da história do clube.
Atlético Pernambucano 4 a 3 Campinense (21 de maio de 2017)
Esta foi a primeira partida do Atlético Pernambucano em competições nacionais da história do clube. O Atlético-PE jogou apenas seis partidas no ano de 2017.